# アウトシュタット
アウトシュタット（独: Autostadt）は、ドイツ・ヴォルフスブルクのフォルクスワーゲン本社敷地内にある自動車博物館と遊園地である。

## 概要
アウトシュタットは2000年6月1日に同年に開催されたハノーファー万博に合わせて開業。工場見学や新車引取りのために訪れた人々を楽しませるためのテーマパークであり、緑豊かな敷地の中に、ポルシェ、アウディ、フォルクスワーゲン、シュコダ、ランボルギーニなどフォルクスワーゲングループ各社のパビリオンとして建てられた現代建築が点在している。パビリオンでは各社が現在販売している全車種の展示も行われている。
「コンツェルンフォーラム」という博物館では、自動車の仕組みや環境対策を知るための展示、カーデザインを体験する展示、映画上映なども行われる。「コテージ」では、19世紀以来の世界各国の希少な名車が展示されている。屋外にも、自動車を試乗できるオフロードコースや、子供が電気自動車を運転できるコースなどのアトラクションがある。ザ・リッツ・カールトン・ヴォルフスブルクや多数のレストランも存在し、泊りがけでの滞在も楽しめる。
ドイツおよびヨーロッパのいくつかの国でフォルクスワーゲンの新車を買った顧客は、最寄りの販売店で車を引き取ることもできるが、アウトシュタットまで旅行して新車を引き取る納車式を行うこともできる。顧客は工場見学や映像や博物館を楽しんだ後、カスタマーセンターで、無数の新車が格納された巨大な自動車サイロの中から下りてくる自分の新車と対面する。工場からサイロまで、サイロからカスタマーセンターまでは自走せずに運ばれるため、メーターが0キロメートルのままの新車を引き取ることができる。
食堂ではフォルクスワーゲンが製造したソーセージと特製のトマトケチャップを使ったカリーヴルスト「フォルクスワーゲン・カリーヴルスト」が提供されている。
アウトシュタットは年間200万人以上の来客数を誇り、夜には噴水ショーが開催されている。

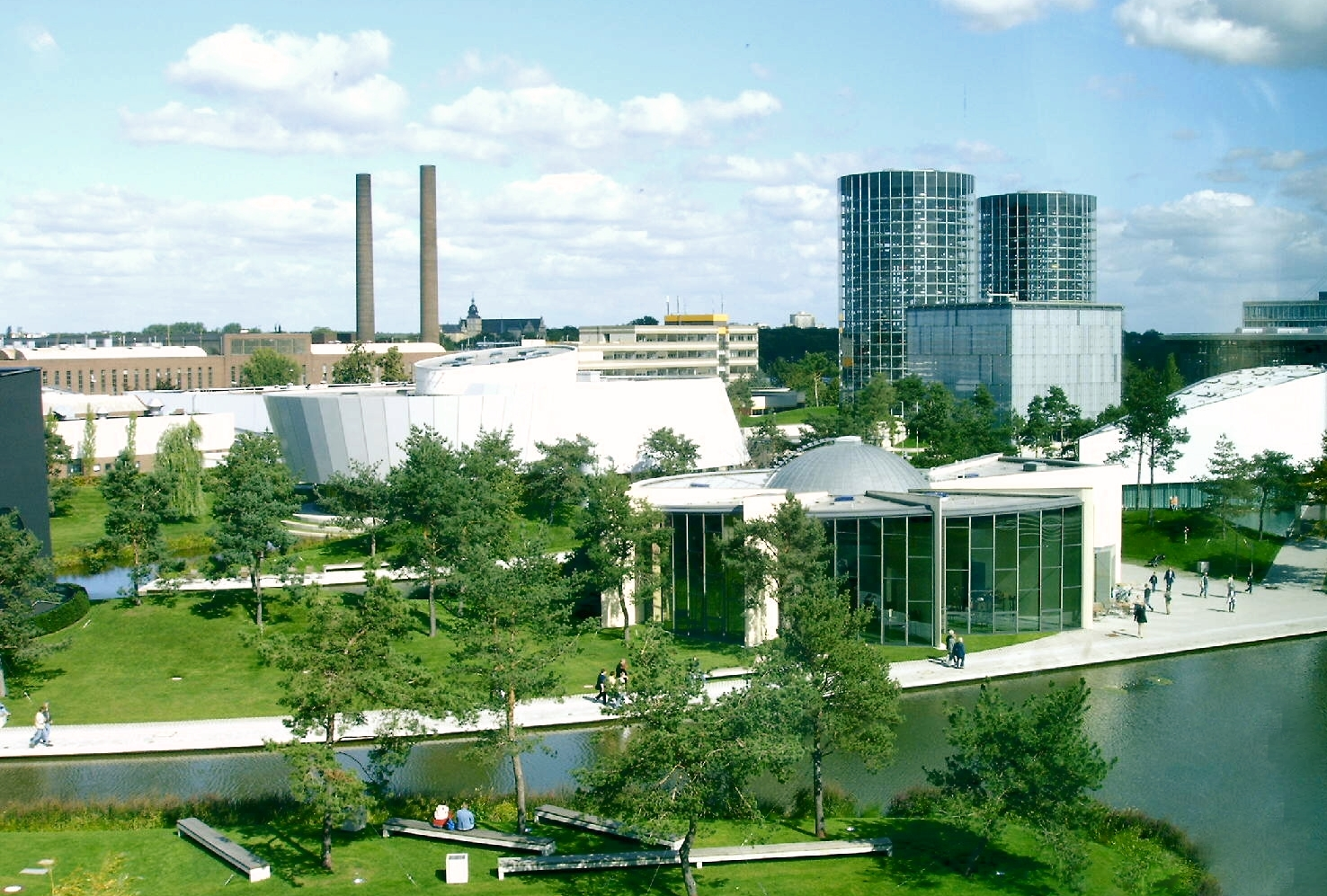
アウトシュタットの風景
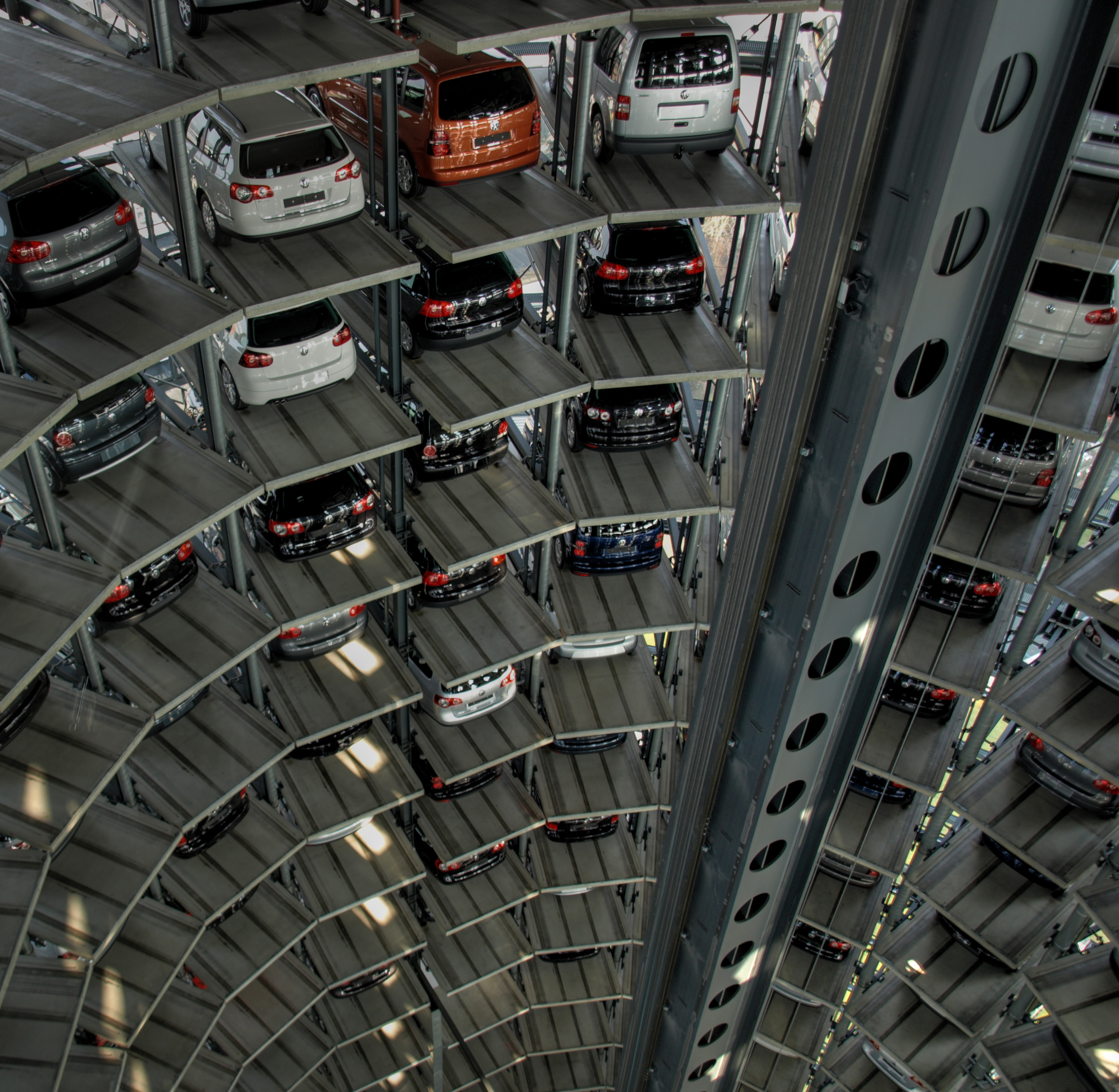
自動車サイロ内部
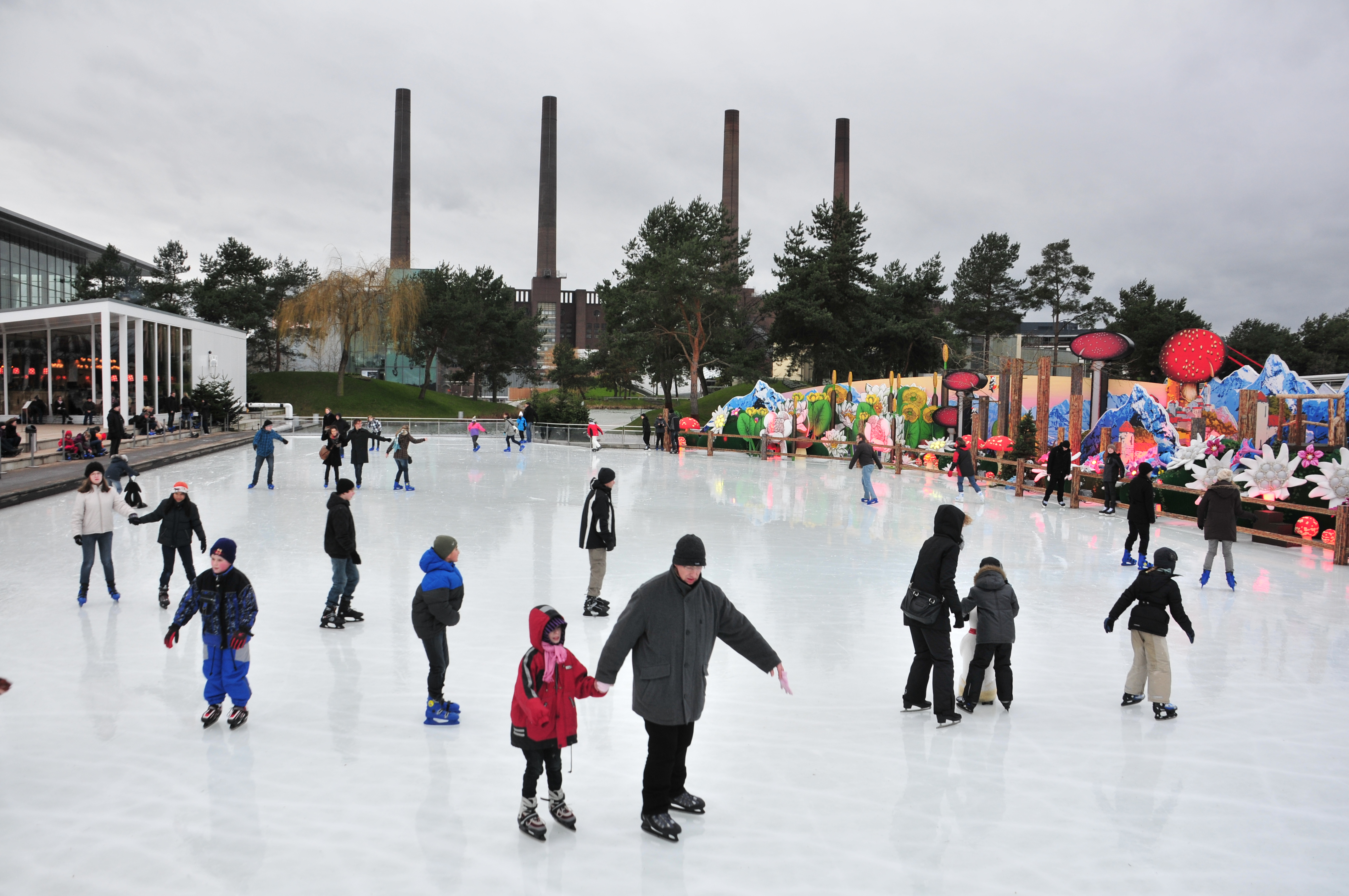
屋外スケート場
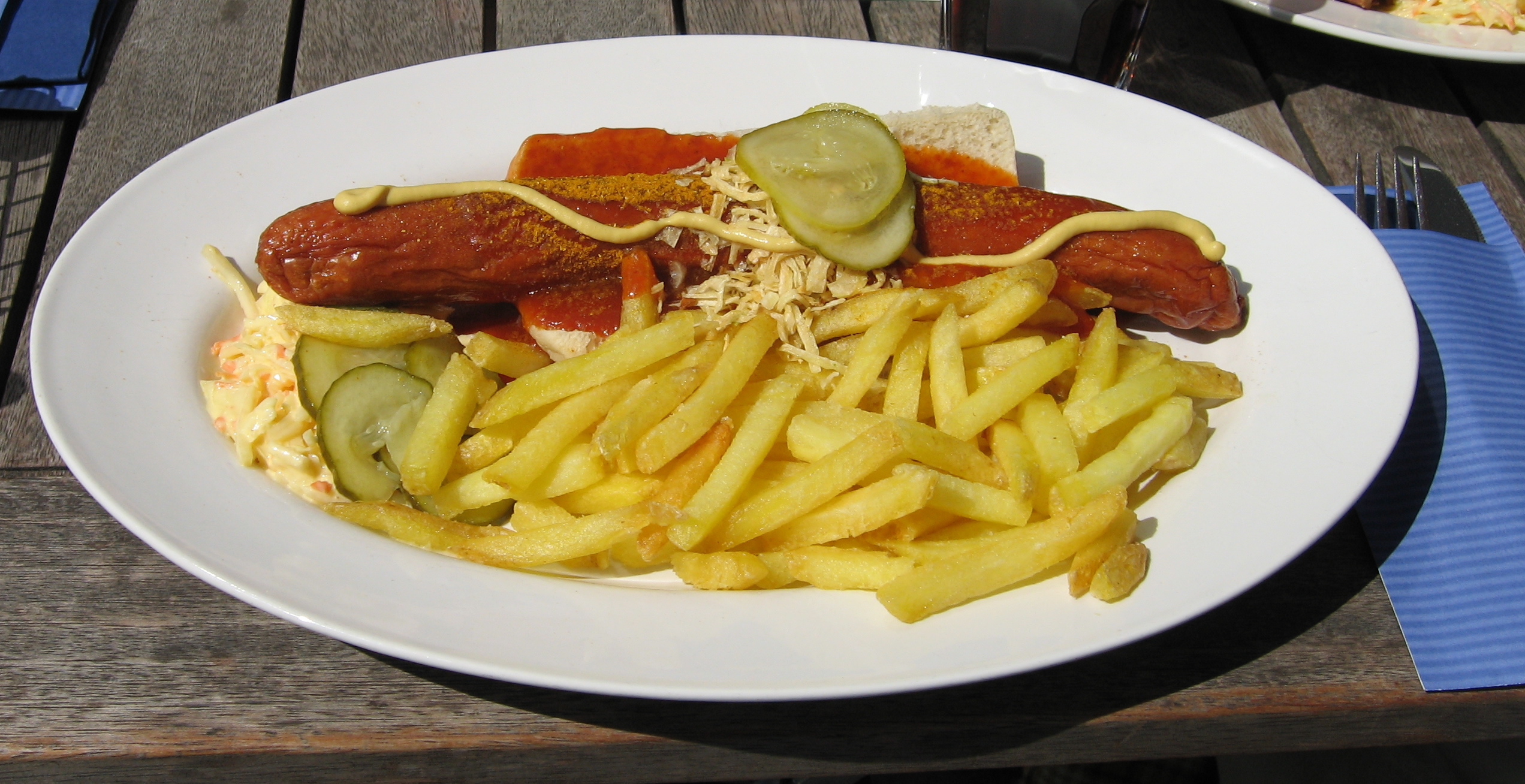
フォルクスワーゲン・カリーヴルスト